# C18H20O6
化学式C18H20O6（摩尔质量：332.352 g/mol）可能指：
- Duartin，CAS号：101311-04-0
- 考布他汀A1，CAS号：109971-63-3

|  | 这个同类索引页列出了具有相同分子式的化学物（即同分異構體）条目。 除非您是有意链接至本页，否则应将相应条目的内部链接指向正确的条目。 |